# Zeche Vereinigte General & Erbstollen
Vereinigte General & Erbstollen war ein Steinkohlebergwerk in Dahlhausen. Der Name General geht auf Franz Sigismund von Elverfeldt (1640–1712) zurück, Herr zu Haus Dahlhausen.

## Anfänge als Erbstollen
Anno 1785 hatten die Generalgewerken zusammen mit Zeche Sonnenschein einen gemeinsamen Erbstollen vom Ruhrufer aus angelegt. Mit der Mutung des General-Erbstollen Nr. 5 wurde 1792 begonnen. Im Jahre 1800 hatte man eine Länge von 320 m erreicht. Zum Abtransport der Kohle wurde die Generaler Kohlenbahn errichtet. Das Erbstollenrecht wurde am 27. Mai 1828 verliehen. Zu diesem Zeitpunkt war der Stollen bereits 3,2 Kilometer lang. Sein Stollenmundloch ist in der Straße „Am alten General“ in Dahlhausen zu sehen, und er reichte in Richtung Ost-Nord-Ost bis in die Gegend von Weitmar.

## Übergang zum Tiefbau
Etwa anno 1830 ging die Grube zum Tiefbau über. Fast ein halbes Jahrhundert lang behalf man sich mit einem Dutzend mehr oder weniger provisorischer Stollenschächte mit entsprechend kurzer Laufzeit: Amalie (1832–1840), Adolphine (1834–184?), Göpelschacht Fridolin (1835–1848), Wilhelm (1836–1848), Mohr (1843–1861), Gertrud (1843–1851), Elisabeth (1848–1855), Berger (1855–1875), Heinrich Albert (1861–1874), Königgrätz (1866–1894), Johannes (1872–1875). Die Schächte wanderten mit fortschreitender Länge des Abbaustollens nach Nordosten; war ihr Bereich ausgekohlt, wurde der nächste Schacht niedergebracht, und der alte Schacht diente noch eine Weile als Wetterschacht, Wasserpumpe und/oder „stille Reserve“ weiter, ehe er stillgelegt wurde (sog. Abwerfen).
Fest etabliert hat sich die Zeche aber erst 1878 in Gestalt des Schachtes „Harz“, im Westen von Weitmar an der heutigen „Generalstraße“. Als „Harz“ die Förderung aufnahm, wurden alle anderen Schächte binnen kurzem stillgelegt außer „Heinrich Albert“ (1861) und „Golgatha“ als Wetterschacht. 1895 wurde der Name der Zeche verkürzt auf „Zeche General“.

## Pechsträhne um die Jahrhundertwende
Zum Jahresende 1896 wurden die Übertageanlagen auf Schacht „Harz“ durch ein Großfeuer vernichtet und der Schachtausbau schwer beschädigt. Erst 1898, nach dem Wiederaufbau aller relevanten Anlagen, konnte die Förderung wieder aufgenommen werden. Doch nur kurze Zeit später sorgte ein Pumpen-Absturz zur erneuten Zerstörung des Schachtes, dessen Reparatur sich bis 1899 hinzog. Von da an kam es wiederholt zu Unfällen, die den Förderbetrieb immer wieder unterbrachen.
1913 förderten 900 Beschäftigte 246.000 t Kohle. Diese Zahl sollte nach dem Ersten Weltkrieg nie mehr erreicht werden.

## Ende des Abbaus
Die Zeche gehörte lange Zeit zu den wichtigsten im Oberbergamtsbezirk Dortmund. Dennoch lief in der ersten Kohlekrise während der 1920er Jahre auch ihre Zeit ab. 1928 wurde die „Zeche General“ stillgelegt, die Schächte verfüllt und die Übertage-Anlagen abgebrochen. Die benachbarte Zeche Engelsburg übernahm die Berechtsame für die noch anstehende Kohle im Grubenfeld General. 
Das letzte Unglück auf Zeche „General“ ereignete sich 1931, drei Jahre nach der Stilllegung: Ein Wasserdurchbruch zur „Engelsburg“ spülte die Verfüllung von Schacht 2 davon – somit war der Schacht wieder offen und musste 1936 neu verfüllt werden.

## Spurensuche
Im Norden von Dahlhausen existieren insgesamt 3 Stollenöffnungen sowie diverse Tagesgebäude, bes. „Am alten General“.
Im Osten von Munscheid steht an der Straße „Am Moorschacht“ noch ein Betriebsgebäude des Schachtes „Mohr“.
Im Südwesten von Weitmar schließlich erinnert die „Generalstraße“ an die Schachtanlage „Harz“. Vorhanden ist freilich nichts mehr.
Siehe auch: Liste von Bergwerken in Nordrhein-Westfalen